# TSV Chemie Premnitz
TSV Chemnie Premnitz is een Duitse sportvereniging uit Premnitz, Brandenburg. De voetbalafdeling speelde 8 seizoenen in de Oost-Duitse tweede klasse. De handbalafdeling speelde 9 seizoenen in de Oost-Duitse hoogste klasse.

## Geschiedenis voetbal
De club werd in 1949 opgericht als BSG Kunstseidewerk Premnitz en nam in 1953 de naam BSG Chemie aan. De BSG speelde in jaren vijftig in de Bezirksklasse Potsdam. In 1961 promoveerde de club naar de Bezirksliga, toen de vierde klasse en vanaf 1963 de derde klasse. Na enkele goede noteringen promoveerde de club in 1967 naar de DDR-Liga. Na twee seizoenen degradeerde de club weer. Tussen 1975 en 1984 was de club een liftploeg tussen tweede en derde en speelde zes seizoenen in de DDR-Liga.
In 1991 sloot de club zich bij BSC Süd 05 aan maar splitste zich kort daarna weer af en moest weer in de laagste klasse herbeginnen. De club klom inmiddels op naar de Landesklasse (zevende klasse). De jeugdafdeling werkt samen met Optik Rathenow.